# Thomas Lipton
Sir Thomas Johnstone Lipton (Glasgow, 10 de maig de 1848 - Londres, 2 d'octubre de 1931) va ser un empresari i magnat escocès que es coneix sobretot per haver creat la marca de te que porta el seu nom. Lipton manifestava un interés considerable per la vela i va participar moltíssimes vegades a la Copa Amèrica amb diversos velers com ara el Shamrock IV.